# François-Marie-Thomas Chevalier de Lorimier
Pour les articles homonymes, voir De Lorimier.
François-Marie-Thomas-Chevalier de Lorimier (Saint-Cuthbert, 27 décembre 1803 - Montréal, 15 février 1839, à l'âge de 35 ans) est un notaire et chef patriote canadien-français. Trouvé coupable de haute trahison par les autorités à la suite des rébellions de 1837-1838, il est condamné à mort et est pendu à la prison du Pied-du-Courant de Montréal.  
La Société Saint-Jean Baptiste le considère comme un héros national québécois.  

## Biographie

### Jeunesse
Né dans la noblesse canadienne-française, Chevalier de Lorimier (comme il signait toujours) est issu de la branche de Verneuil de la famille de Lorimier. Il voit le jour à Saint-Cuthbert, au Bas-Canada, le 27 décembre 1803. Il est baptisé le même jour sous le nom de François-Marie-Thomas Verneuil de Lorimier. C'est son oncle et parrain, François-Chevalier de Lorimier, qui lui aurait donné le prénom de Chevalier, qui lui est resté.  
En 1813, il commence ses études classiques au petit séminaire de Montréal, qu'il termine en 1820. En 1823, il devient apprenti clerc sous la direction du notaire Pierre Ritchot. Il obtient son diplôme de notaire en 1829 et installe son bureau dans une bâtisse du faubourg Saint-Antoine. En 1832, il épouse Henriette Cadieux, fille du notaire Jean-Marie Cadieux, et s'établit alors sur la rue Saint-Jacques, dans le quartier des affaires. La noblesse canadienne-française étant en déclin, Lorimier intègre alors le cercle de la petite bourgeoisie professionnelle montréalaise. 

### Premiers pas dans la politique

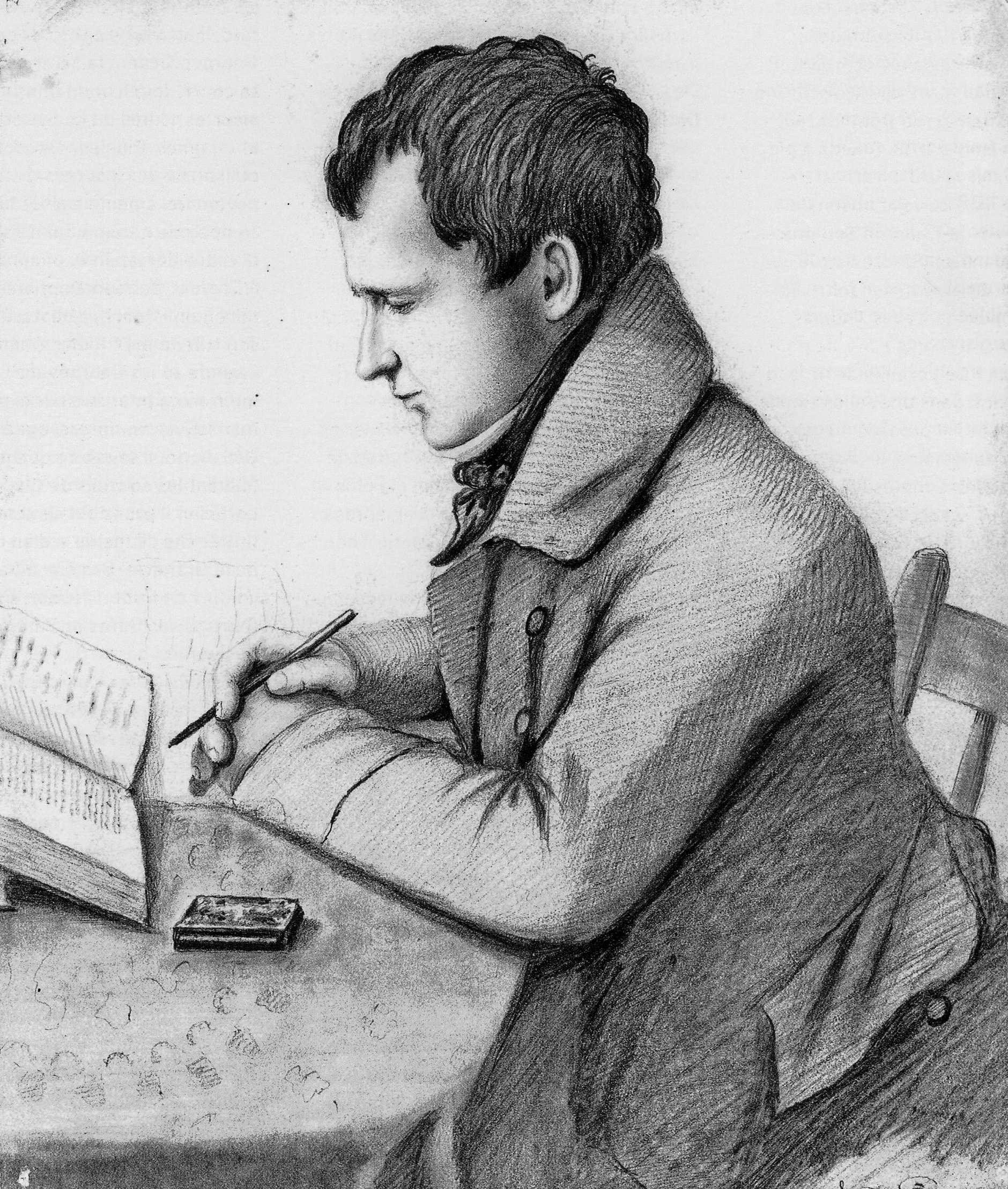
Chevalier de Lorimier

Dès ses années de jeunesse, Lorimier s'intéresse à la politique. Idéaliste, nationaliste épris de liberté, il prend parti pour Louis-Joseph Papineau et le Parti canadien dans leurs luttes autonomistes contre le gouverneur Dalhousie et son Conseil exécutif non élu. En 1822, il participe activement à la campagne contre le projet d'union du Haut et du Bas-Canada. En 1827, il est parmi les signataires d'une pétition demandant à Londres le rappel de Dalhousie et condamnant ses politiques jugées arbitraires et despotiques par les pétitionnaires.
En 1834, l'Assemblée législative vote les Quatre-vingt-douze Résolutions, demandant à Londres sa complète autonomie, ce qui lui donnerait à peu près les mêmes pouvoirs que la Chambre des communes britannique. Lorimier prend une part active à la campagne électorale qui suit en soutenant les candidats du Parti patriote favorables à ces résolutions. Ce parti remporte la victoire avec 77 sièges sur 88.

### La Rébellion de 1837
En mars 1837, à Londres, les Résolutions Russell sont votées, rejetant non seulement les Quatre-vingt-douze Résolutions, mais assurant également la mainmise de l'exécutif sur le Trésor public. Comme plusieurs de ses amis, Lorimier préconise la résistance. Le 15 mai, il est secrétaire de l'assemblée du comté de Montréal, au cours de laquelle les participants créent un comité central de résistance. Le « Comité central et permanent du district de Montréal » doit veiller aux intérêts du comté et coordonner le réseau de résistance avec les comités des autres comtés. Lorimier et George-Étienne Cartier sont élus cosecrétaires. 
Le 6 novembre, Lorimier participe à la manifestation de la Société des Fils de la Liberté et est blessé d'une balle à la cuisse au cours de l'échauffourée qui suit avec les membres du Doric Club, partisans du gouverneur et de sa politique. Le nouveau gouverneur Gosford lance alors des mandats d'arrestation, dont l'un contre Lorimier. Celui-ci fuit Montréal le 14 ou le 15 novembre et se réfugie dans le comté des Deux-Montagnes, où les chefs du comité de l'endroit le nomment capitaine du bataillon de milice. 
Accompagné de ses hommes et de ses deux frères cadets, Jean-Baptiste-Chamilly, avocat, et Gédéon-Georges, étudiant en médecine, il se rend à Saint-Eustache se placer sous les ordres de Jean-Olivier Chénier. Plus de 1 000 hommes des troupes du général britannique, Colborne, avancent vers le village pour écraser la révolte. Voyant l'inutilité du combat, il conseille en vain à Chénier de déposer les armes. Le 14 décembre, la bataille de Saint-Eustache se conclut par une grave défaite pour les patriotes et la mort héroïque de Chénier. Lorimier fuit alors vers Trois-Rivières, traverse le Saint-Laurent puis les Cantons de l'Est. Il entre finalement aux États-Unis vers la fin décembre pour y rejoindre les insurgés qui ont réussi à fuir.

### La Rébellion de 1838
Le 2 janvier 1838, Lorimier se retrouve à Montpelier, dans le Vermont, avec Papineau, Robert Nelson et d'autres afin de discuter de la possibilité de créer une nouvelle insurrection. L'attitude hésitante de Papineau le déçoit quelque peu. Le 9 janvier, une nouvelle assemblée a lieu à Swanton, où Lorimier se rallie aux vues de Robert Nelson et Lucien Gagnon, qui proposent un plan d'invasion du Bas-Canada. 
Le 28 février, c'est comme capitaine de milice qu'il franchit la frontière, accompagné de Nelson, qui lit sa fameuse déclaration d'indépendance du Bas-Canada le même jour, à Moore's Corner (aujourd'hui Noyan). L'expédition est cependant un échec, l'arrivée de miliciens britanniques les obligeant à repasser les frontières. Lorimier est alors arrêté par les autorités américaines, qui l'accusent d'avoir violé la neutralité de leur pays. Un jury visiblement sympathique à ses vues l'acquitte cependant rapidement.
Lorimier habite alors Plattsburgh. Au printemps, il aide Nelson à mettre sur pied l'Association des Frères chasseurs, qui doit recruter des volontaires pour soutenir l'armée patriote lors du prochain soulèvement dans le Bas-Canada. Pendant l'été, il se rend secrètement dans la province y faire du recrutement avec ses compagnons, parvenant à faire lever une troupe de 10 000 hommes.
En novembre 1838, Lorimier est l'un des principaux meneurs de la seconde insurrection. Le 7, il prend la direction de Sainte-Martine avec 200 Frères chasseurs pour en rejoindre 300 autres commandés par le docteur James Perrigo. Ils parviennent à repousser les miliciens britanniques, mais cette victoire est assombrie par la défaite de Nelson à la bataille d'Odelltown. Le 10 novembre, les Patriotes se dispersent. Lorimier tente de rejoindre la frontière américaine, mais il s'égare dans les bois et est appréhendé par les troupes britanniques le 12 novembre au matin. Le 22 ou le 23, il est transféré à la prison de Montréal.

### Procès et exécution
Le 11 janvier 1839, Lorimier et treize de ses compagnons comparaissent devant le conseil de guerre. On lui refuse le procès devant un tribunal civil qu'il réclamait. Il se défend tout de même très bien, contestant toutes les preuves que la Couronne dresse contre lui. Cependant, l'un de ses coaccusés, Jean-Baptiste-Henri Brien, signe des aveux l'incriminant au plus haut point, pour éviter l'échafaud. Les autorités britanniques, faute d'avoir pu s'emparer des grands chefs de la Rébellion, ont décidé de s'acharner sur lui et d'en faire un exemple. Le 21 janvier, lui et ses compagnons sont déclarés coupables de haute trahison et condamnés à être pendus. Le 15 février, il monte sur l'échafaud avec Charles Hindenlang, Amable Daunais, François Nicolas et Pierre-Rémi Narbonne. 
La veille, il avait écrit son testament politique : 
« Le public et mes amis en particulier, attendent peut-être une déclaration sincère de mes sentiments. À l'heure fatale qui doit nous séparer de la terre, les opinions sont toujours regardées et reçues avec plus d'impartialité. L'homme chrétien se dépouille en ce moment du voile qui a obscurci beaucoup de ses actions, pour se laisser voir en plein jour, l'intérêt et les passions expirent avec sa dépouille mortelle. Pour ma part, à la veille de rendre mon esprit à son créateur, je désire faire connaître ce que je ressens et ce que je pense. Je ne prendrais pas ce parti, si je ne craignais qu'on ne représentât mes sentiments sous un faux jour ; on sait que le mort ne parle plus, et la même raison d'État qui me fait expier sur l'échafaud ma conduite politique pourrait bien forger des contes à mon sujet. J'ai le temps et le désir de prévenir de telles fabrications et je le fais d'une manière vraie et solennelle à mon heure dernière. Non pas sur l'échafaud, environné d'une foule stupide et insatiable de sang, mais dans le silence et les réflexions du cachot. Je meurs sans remords, je ne désirais que le bien de mon pays dans l'insurrection et l'indépendance, mes vues et mes actions étaient sincères et n'ont été entachées d'aucun des crimes qui déshonorent l'humanité et qui ne sont que trop communs dans l'effervescence de passions déchaînées. Depuis 17 à 18 ans, j'ai pris une part active dans presque tous les mouvements populaires, et toujours avec conviction et sincérité. Mes efforts ont été pour l'indépendance de mes compatriotes ; nous avons été malheureux jusqu'à ce jour. La mort a déjà décimé plusieurs de mes collaborateurs. Beaucoup gémissent dans les fers, un plus grand nombre sur la terre d'exil avec leurs propriétés détruites, leurs familles abandonnées sans ressources aux rigueurs d'un hiver canadien. Malgré tant d'infortune, mon cœur entretient encore du courage et des espérances pour l'avenir, mes amis et mes enfants verront de meilleurs jours, ils seront libres. Un pressentiment certain, ma conscience tranquille me l'assurent. Voilà ce qui me remplit de joie, quand tout est désolation et douleur autour de moi. Les plaies de mon pays se cicatriseront après les malheurs de l'anarchie et d'une révolution sanglante. Le paisible canadien verra renaître le bonheur et la liberté sur le Saint-Laurent ; tout concourt à ce but, les exécutions mêmes, le sang et les larmes versés sur l'autel de la liberté arrosent aujourd'hui les racines de l'arbre qui fera flotter le drapeau marqué de deux étoiles des Canadiens. Je laisse des enfants qui n'ont pour héritage que le souvenir de mes malheurs. Pauvres orphelins, c'est vous que je plains, c'est vous que la main ensanglantée et arbitraire de la loi martiale frappe par ma mort. Vous n'aurez pas connu les douceurs et les avantages d'embrasser votre père aux jours d'allégresse, aux jours de fêtes! Quand votre raison vous permettra de réfléchir, vous verrez votre père qui a expié sur le gibet des actions qui ont immortalisé d'autres hommes plus heureux. Le crime de votre père est dans l'irréussite. Si le succès eut accompagné ses tentatives, on eut honoré ses actions d'une mention honorable. « Le crime et non pas l'échafaud fait la honte. » Des hommes, d'un mérite supérieur au mien ont battu la triste voie qui me reste à parcourir de la prison obscure au gibet. Pauvres enfants ! vous n'aurez plus qu'une mère tendre et désolée pour soutien. Si ma mort et mes sacrifices vous réduisent à l'indigence, demandez quelque fois en mon nom, je ne fus jamais insensible aux malheurs de mes semblables. Quant à vous, mes compatriotes, mon exécution et celle de mes compatriotes d'échafaud vous seront utiles. Puissent-elles vous démontrer ce que vous devez attendre du gouvernement anglais ! ... Je n'ai plus que quelques heures à vivre, et j'ai voulu partager ce temps précieux entre mes devoirs religieux et ceux dus à mes compatriotes. Pour eux je meurs sur le gibet de la mort infâme du meurtrier, pour eux je me sépare de mes jeunes enfants et de mon épouse sans autre appui, et pour eux je meurs en m'écriant : Vive la liberté, vive l'indépendance! »

## Généalogie

Registres de l'état civil du Québec.
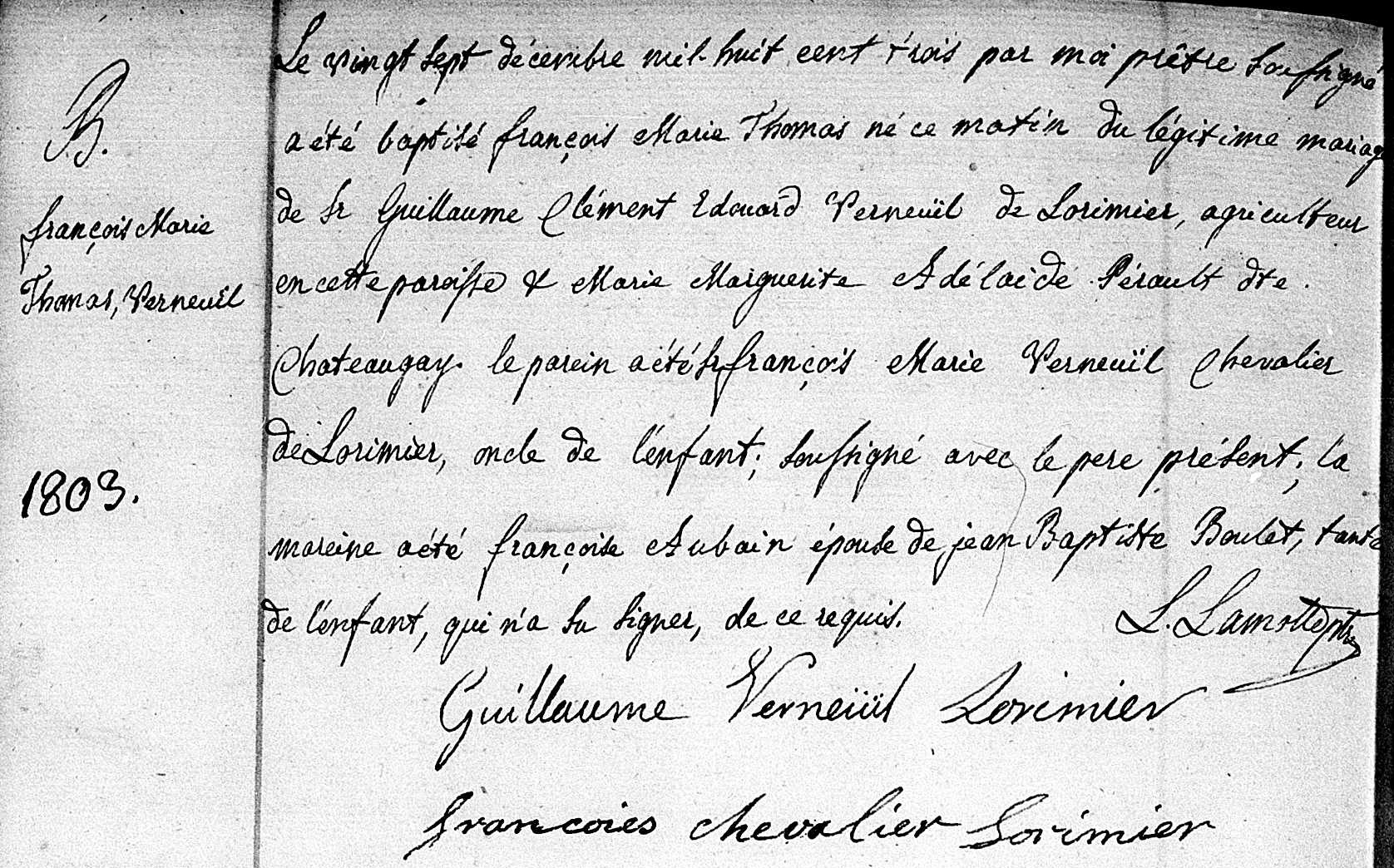
Acte de baptême de François Marie Thomas Verneuil de Lorimier. 27 décembre 1803. Paroisse Saint-Cuthbert de la ville de Saint-Cuthbert.
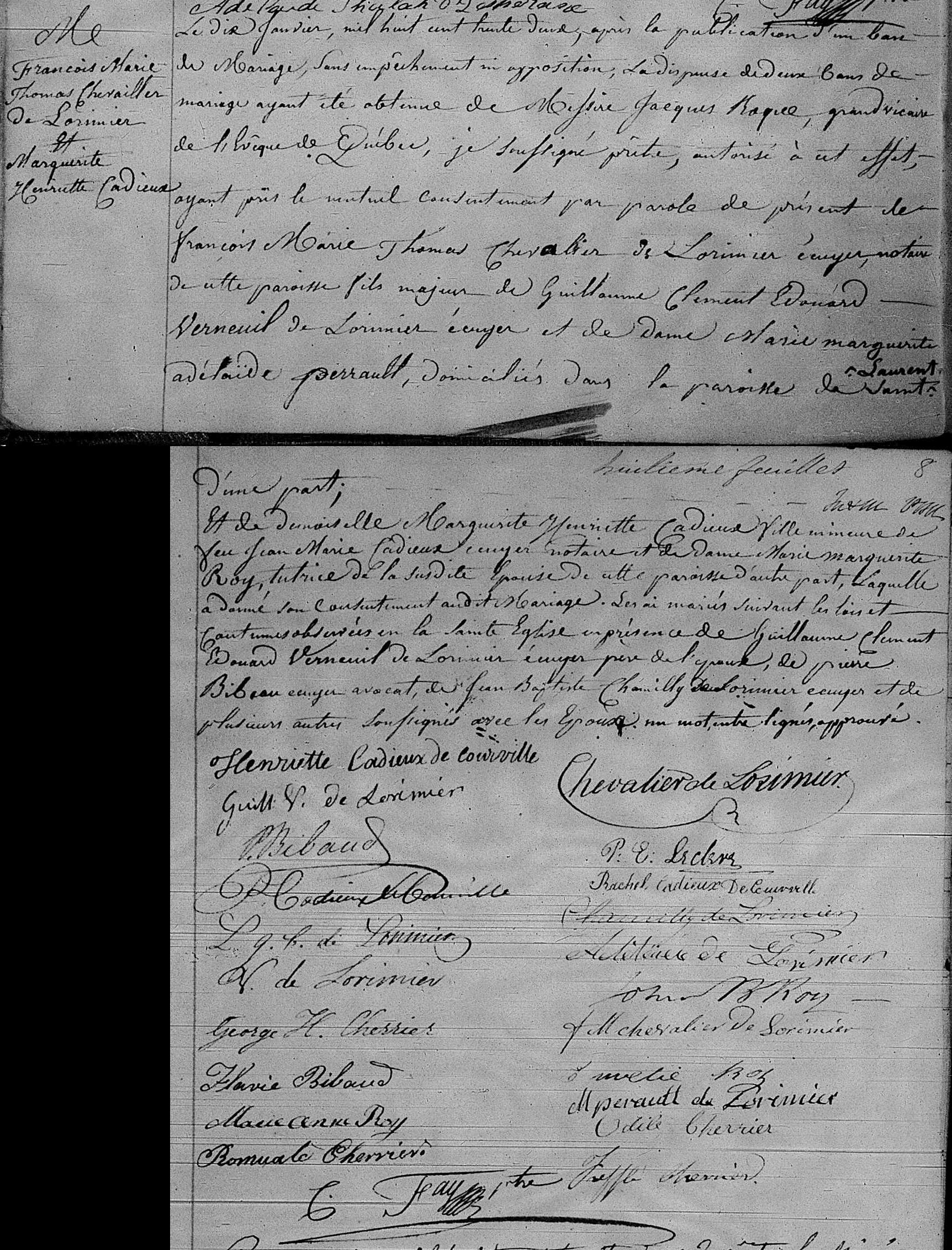
Acte de mariage entre François Marie Thomas Chevalier de Lorimier et Marguerite Henriette Cadieux. 10 janvier 1832. Paroisse Notre-Dame de la ville de Montréal.

En raison de l'accusation de haute trahison portée contre lui, Chevalier de Lorimier a été excommunié et n'a donc pas pu figurer dans un registre paroissial de l'Église catholique. Son corps, ainsi que celui des autres patriotes pendus, sera enterré dans une fosse commune dédiée aux non-baptisés et aux excommuniés du cimetière Saint-Antoine de Montréal.

## Notoriété
Le film Quand je serai parti... vous vivrez encore (1999), réalisé par Michel Brault, met en scène Chevalier de Lorimier, incarné par le comédien David Boutin.
Le film 15 février 1839 (2001), réalisé par Pierre Falardeau, évoque les dernières heures de Chevalier de Lorimier dans la prison du Pied-du-Courant. Chevalier est joué par Luc Picard.
Le musée Pied-du-Courant, dans le sous-sol de l'ancienne prison du même nom, relate l'histoire des patriotes, dont celle de Lorimier. Un monument sur le même terrain commémore les 12 pendus. L'adresse du musée est sur l'avenue De Lorimier.

## Hommages
- Un buste à son effigie lui rend hommage à côté du presbytère de Saint-Cuthbert, son village natal.
- Une rue a été nommée en son honneur dans l'ancienne ville de Sainte-Foy , maintenant fusionnée avec la ville de Québec, en 1954.

## Sources
- (fr) Biographie du Dictionnaire biographique du Canada en ligne